# کورودا
کورودا (به لاتین: Koroda) یک منطقهٔ مسکونی در روسیه است که در داغستان واقع شده‌است.